# Grote bruine spanner
De grote bruine spanner (Gnophos furvata) is een nachtvlinder uit de familie van de spanners (Geometridae). De wetenschappelijke naam is als Geometra furvata voor het eerst geldig gepubliceerd door Denis & Schiffermüller in 1775.

## Kenmerken
De voorvleugellengte bedraagt tussen de 22 en 25 mm bij het mannetje en 26 tot 30 mm bij het vrouwtje. De basiskleur van de vleugels is bruingrijs. De vleugels hebben een gekartelde achterrand.

## Levenscyclus
De grote bruine spanner is polyfaag op allerlei lage planten en struiken. De rups is te vinden van september tot juni en overwintert. Er is jaarlijks een generatie die vliegt in juli en augustus.

## Voorkomen
De soort komt verspreid in Zuid- en Centraal-Europa voor. De soort is zeer zeldzaam in België. Uit Nederland is alleen een waarneming uit 1868 bekend.